# Sonkajärvi (sjö)
Sonkajärvi är en sjö i Finland. Den ligger i kommunen Sonkajärvi i landskapet Norra Savolax, i den centrala delen av landet, 400 km norr om huvudstaden Helsingfors. Sonkajärvi ligger 97,1 meter över havet. Den är 13,78 meter djup. Arean är 5,4 kvadratkilometer och strandlinjen är 46,66 kilometer lång. Sjön  ingår i Vuoksens huvudavrinningsområde. 